# Ali Fergani
Ali Fergani - em árabe, علي فرقاني (Onnaing, 21 de setembro de 1952) - é um ex-futebolista francês de origem argelina e que por isso adotou a Argélia. 
Ele competiu na Copa do Mundo FIFA de 1982, sediada na Espanha, na qual a seleção de seu país terminou na 13º colocação dentre os 24 participantes.